# Arthur Guinness
Arthur Guinness (ur. 24 września 1725, zm. 23 stycznia 1803) – założyciel i właściciel browaru Guinness Breweries produkującego najbardziej znane irlandzkie piwo, Guinnessa.
Urodził się w Celbridge (hrabstwo Kildare, Irlandia). Jego ojciec pracował dla arcybiskupa Cashel, dr. Arthura Price’a, warząc piwo dla pracowników folwarku.
Arthur Guinness rozpoczął warzenie piwa początkowo w Leixlip, a od 1759 w St. James’s Gate Brewery w Dublinie.